# NGC 5752
NGC 5752 est une galaxie spirale située dans la constellation du Bouvier. Sa vitesse par rapport au fond diffus cosmologique est de 4 682 ± 10 km/s, ce qui correspond à une distance de Hubble de 69,1 ± 4,8 Mpc (∼225 millions d'al). NGC 5752 a été découverte par l'astronome irlandais Lawrence Parsons en 1878.
Selon la base de données Simbad, NGC 5752 est une radiogalaxie.

## Arp 297
L'image dans l'atlas des galaxies particulières de Halton Arp montre quatre galaxies (NGC 5752 à NGC 5755), aussi plusieurs références incluent ces quatre galaxies dans Arp 297. Cependant, les notes d'Arp révèlent clairement qu'il ne considérait que deux galaxies, soit NGC 5752 et NGC 5754. Selon E.L. Turner, les galaxies NGC 5752 et NGC 5754 forment une paire de galaxies rapprochées. La distance de Hubble de NGC 5754 est égale à 67,06 ± 4,70 pc, ce qui est comparable à celle de NGC 5752. Considérant les incertitudes de ces distances, il est probable que ces deux galaxies forment une paire réelle.

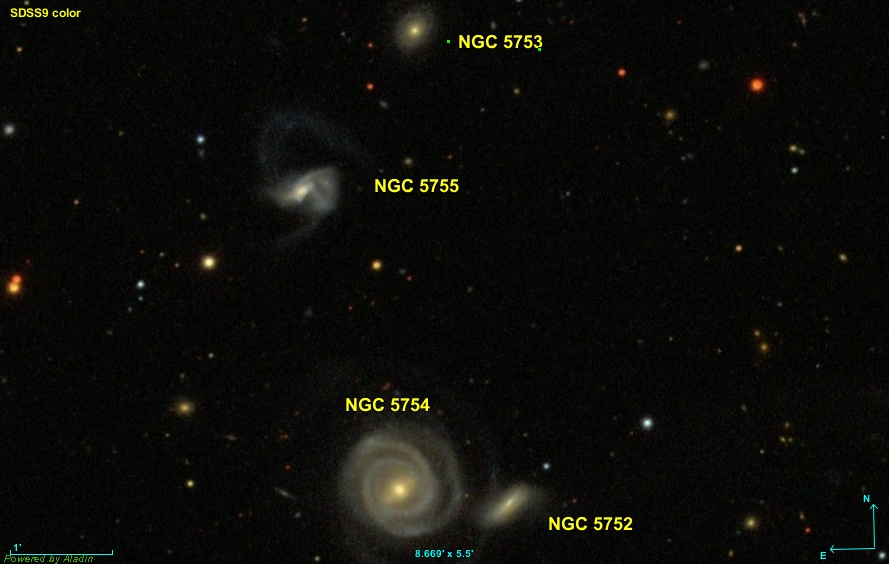
Arp 247 ne comprend que les galaxies NGC 5752 et NGC 5754.

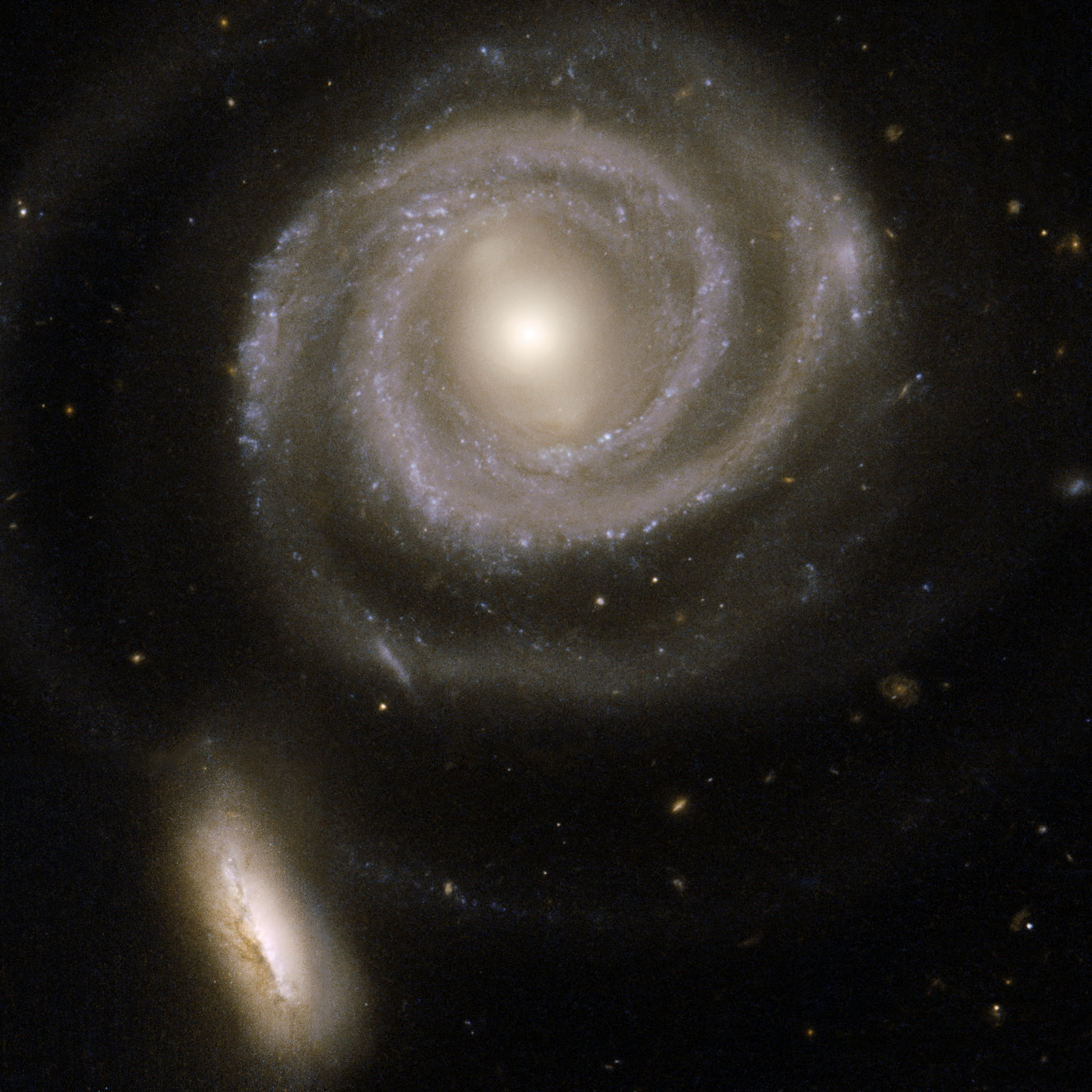
NGC 5752 (au sud) et NGC 5754 par le télescope spatial Hubble.